# Leptothorax texanus
Leptothorax texanus är en myrart som beskrevs av Wheeler 1903. Leptothorax texanus ingår i släktet smalmyror, och familjen myror.

## Underarter
Arten delas in i följande underarter:
- L. t. davisi
- L. t. texanus